# Dag Hammarskjölds väg, Ystad

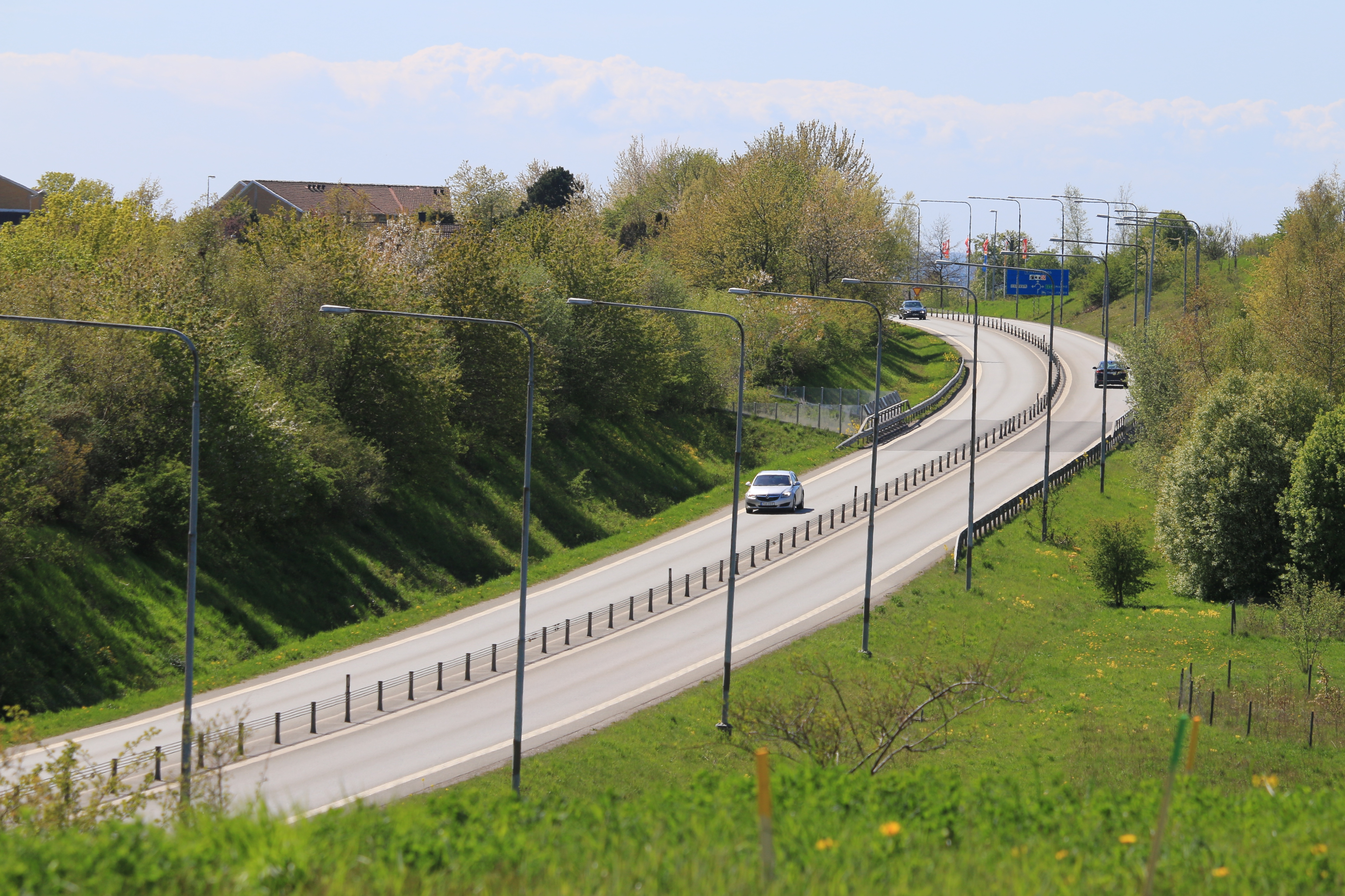
Dag Hammarskjölds väg

Dag Hammarskjölds väg är ringleden runt Ystad. Den har fått sitt namn efter FN:s före detta generalsekreterare Dag Hammarskjöld. Fram till 29 juli 2005 hette vägen Ringleden.
Det var den förre presidenten i Zambia, Kenneth Kaunda, som namngav vägen under 100-årsfirandet av Dag Hammarskjölds födelse.
Längs vägen går väg E65 (delar av ringleden) och riksväg 9.